# Quim
Joaquim Manuel Sampaio Silva, bättre känd som Quim, född 13 november 1975 i Famalicão, Portugal, är en portugisisk före detta fotbollsmålvakt.
Han var reservmålvakt i Portugals trupper till EM 2000, EM 2004 och VM 2006. I EM 2000 gjorde Quim ett inhopp på tilläggstid i 3–0-segern mot Tyskland, utöver det spelade han inte något av mästerskapen. Quim var tilltänkt förstemålvakt vid VM 2002, men testades positivt för dopningpreparatet nandrolon och blev därför avstängd från spel. Målvaktsposten gavs istället till legendaren Vítor Baía.